# Soccus

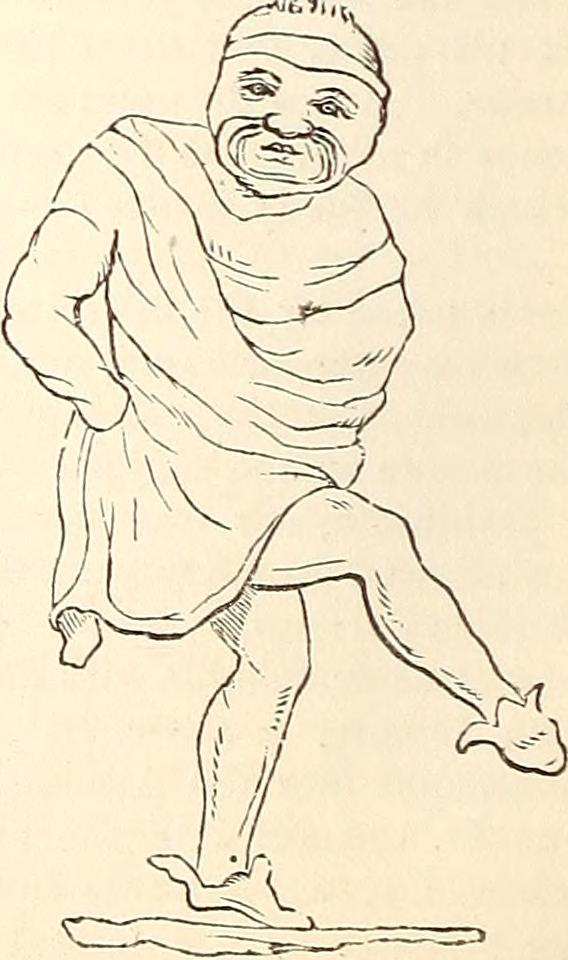
Antyczny aktor komediowy noszący soccus.

Soccus – rodzaj pantofla, niski, lekki trzewik, używany w starożytności tylko przez kobiety i mężczyzn zniewieściałych. Ludzie poważni używali zwykle wysokich koturnów.
Soccus był zarazem obuwiem używanym w komedii, gdy koturn należał do kostiumu autora tragicznego.